# Chrysolina hartmanni
Chrysolina hartmanni é uma espécie de artrópode pertencente à família Chrysomelidae.